# Albéric Coppieters
Pour les articles homonymes, voir Coppieters.
Albéric Coppieters, né le 4 janvier 1878 à Ypres et mort le 25 juin 1902 à Paris 8e, est un peintre, aquarelliste, dessinateur et aquafortiste belge.
Son champ pictural, de facture néo-impressionniste, couvre essentiellement les paysages, les natures mortes et les scènes de rue. Ses œuvres sont conservées aux Musées royaux des Beaux-Arts de Belgique (Bruxelles), au Musée royal des Beaux-Arts d'Anvers et au Musée de la ville d'Ypres.

## Biographie

### Famille
Albéric (Albéric Joseph Henri Ghislain Marie) Coppieters, né le 4 janvier 1878 rue des Chiens no 36 à Ypres, est le fils de l'artiste peintre Gustave Coppieters (1840-1885) et d'Aline Pauline Mathilde Marie Denayere (1850-1923), mariés à Gand le 24 août 1875. Lorsque son père meurt d'une crise cardiaque en 1885, il laisse deux fils : Daniel Coppieters (1876-1951), futur homme de lettres et Albéric Coppieters. Leur mère se remarie en 1890 avec le sculpteur Paul De Vigne (1843-1901), qui réalise le buste d'Albéric en terre cuite vers 1888.

### Formation
Albéric Coppieters étudie initialement au Gymnase grand ducal de Luxembourg. De 1895 à 1898, il est étudiant à l'Académie royale des beaux-arts de Bruxelles, où il obtient le premier prix de figure d'après l'antique en 1897.

### Carrière
La carrière d'Albéric Coppieters commence au Salon de Bruxelles de 1900, où il envoie deux tableaux. C'est également l'époque à laquelle il devient membre du collectif artistique Labeur. Il s'établit peu après à Levallois-Perret et expose à Paris.
Le 25 juin 1902, Albéric Coppieters meurt à l'âge de 24 ans à l'Hôpital Beaujon, Rue du Faubourg-Saint-Honoré, no 208 dans le Paris 8e. Il est inhumé au cimetière de Laeken.

## Œuvre

### Caractéristiques

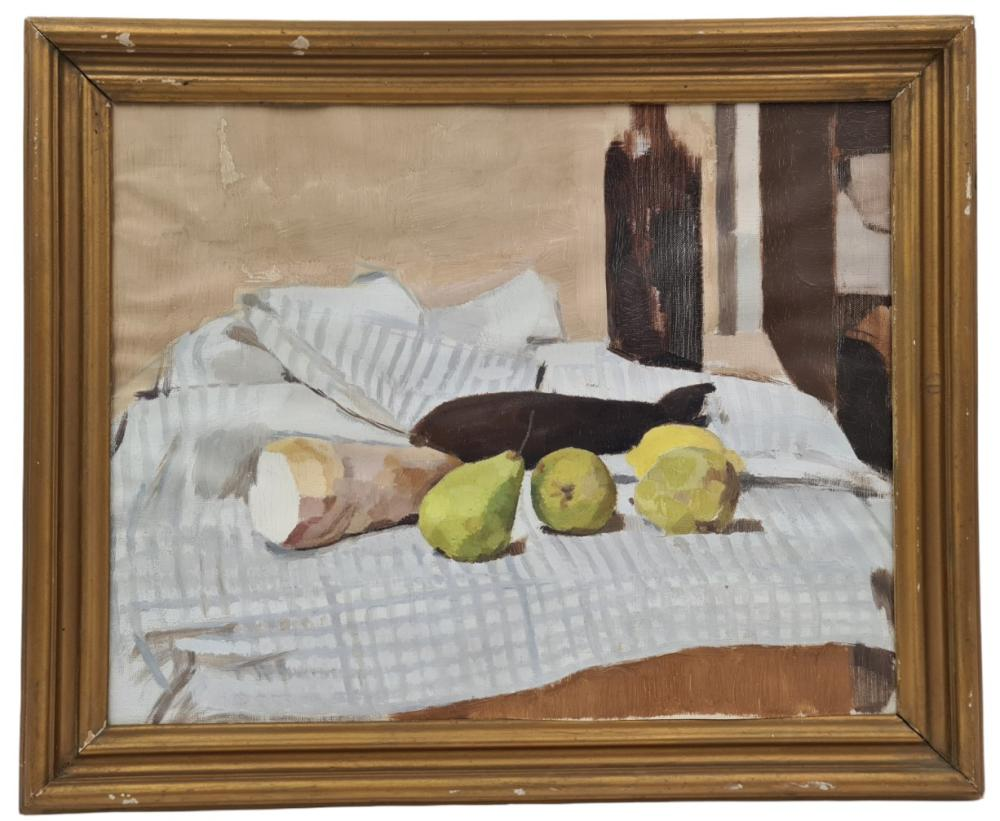
La Nappe à carreaux.

Fleurs et citrons (1900), Musée royal des Beaux-Arts d'Anvers.

Son champ pictural, de facture néo-impressionniste, couvre essentiellement les paysages, les natures mortes (fleurs et fruits) et les scènes de rue composées de personnages réalistes aux traits parfois humoristiques, tels que des sergents de ville ou des conducteurs de fiacre. Selon l'historien Adrien Delen, Albéric Coppieters est un peintre singulier qui tente d'obtenir de rares effets lumineux dans ses intérieurs où règne la lumière tamisée, et dans ses paysages tourmentés. Ses œuvres témoignent d'un tempérament artistique réel. 

### Réception critique
Lorsqu'il expose en 1902 au Salon de La Libre Esthétique, la critique du Journal de Bruxelles souligne qu'« Albéric Coppieters tient ses promesses. Ses accessoires gris et soyeux nous ont enchantés et sa vue de Saint-Josse offre une exactitude des tons et produit un véritable poudroiement de lumière en une facture aussi inédite que décisive ». 
Lors de l'exposition posthume de Labeur, le critique E. Joly écrit : « Regardez ces quinze toiles ; la portion de cimaise qu'elles occupent semble baignée d'un jour nouveau. On y trouve des tons, des couleurs d'une profondeur et d'une pureté suggérant on ne sait quelle impression de cristal. La gamme des noirs et des gris chante là d'une telle façon que l'on en voudrait faire la dominante du peintre, si les roses et les jaunes de ses Hortensias n'avaient sous son pinceau la même puissance nouvelle. Bientôt, l'on constate que que la vision du peintre renouvelait toute la palette. Il était arrivé à la même stylisation du coloris que des formes […]. Il voyait des nuances qui échappent à d'autres ; il en créa ainsi vraiment de nouvelles prises directement dans sa vision plus aiguë. Il les juxtaposait sans les fondre, mais en leur donnant d'incroyables accords, qu'il pouvait trouver, ayant su découvrir les notes véritables de si rares harmonies. […] Voyez comme il a saisi le mouvement des arbres dans Crépuscule. Et voyez encore la simplicité de cette facture, la décision du travail, la Sensibilité qui fait les blancs aussi grandiose qu'un triomphe de nuit et de neige, pourtant ce n'est que du linge et de la vaisselle… Poète de la précision aiguë, des harmonies subtiles, Coppieters eut été le peintre de l'« aspect moderne », et cette gloire, il l'a prise déjà »
Signe : A. Coppieters

### Expositions
- Salon de Bruxelles de 1900 : Maison ensoleillée et Étude[9].
- Salon de La Libre Esthétique (8e) de 1901.
- Salon de La Libre Esthétique (9e) de 1902 : Un dimanche à Saint-Josse, Objets, Le Square et Marrons et pommes[10].
- Salon de Gand (XXXVIIIe) de 1902[8]
- Cercle Labeur (5e) (posthume) : du 4 octobre au 2 novembre 1902 : une quinzaine de toiles inédites et une trentaine de ses planches et croquis[4].
- Salon des indépendants à Paris en 1902 : La Cheminée, Étude, Midi sur les toits, Nature morte, Féminité, L'Hôtel ensoleillé, Projet d'affiche (aquarelle), et onze eaux-fortes[5].
- Salon de la Société nationale des beaux-arts à Paris en 1902 : Une ferme à Dixmude, paysage[5].

### Rétrospectives
- Hôtel Charlier à Saint-Josse-ten-Noode du 28 septembre au 13 octobre 1968[11].
- Hôtel Merghelynck à Ypres du 19 octobre au 3 novembre 1968[11].

### Collections muséales
- Musées royaux des Beaux-Arts de Belgique (Bruxelles) : 
  - Ferme à Dixmude (1902), huile sur toile, inventaire no 4605, format 57 × 80cm, don de Daniel Coppieters, frère de l'artiste en 1925[12].
  - Le Vase de Chine (s.d.), huile sur toile, inventaire no 4606, format 92 × 65cm, don de Daniel Coppieters, frère de l'artiste en 1925[13].
- Musée royal des Beaux-Arts d'Anvers :
  - Fleurs et citrons (1900), huile sur toile, format 61,5 × 48cm, inventaire no 1955[14].
- Musée de la ville d'Ypres :
  - Composition en blanc[15].